# 司馬融 (樂成王)
司马融（3世纪—311年），西晋宗室，司马懿四弟司马馗曾孙，彭城穆王司马权之孙，彭城元王司马植之子。
光熙元年（306年）十二月十八，司马融封乐成县王，出继八王之乱中丧生的河间王司马颙。永嘉五年（311年）四月，可能与东海世子司马毗及宗室四十七王一起被石勒俘虏。死后无子。建兴年间，晋元帝又以彭城康王司马释子司马钦为司马融的后嗣。咸和六年（331年）六月丙申，追赠爵位为乐成郡王。
| 前任： 初封 | 晋朝乐成王 306年－311年 | 繼任： 司马钦 |